# 芬斯伯里公園站
芬斯伯里公園站 （英語：Finsbury Park station）位於英國北倫敦伊斯靈頓區，是倫敦地鐵皮卡迪利線、維多利亞線和英國全國鐵路的鐵路轉乘站。本站屬於倫敦軌道運輸第2收費區。本站是繁忙的轉乘站，在比賽日或音樂表演舉辦日，部分觀眾亦會利用本站前往酋長球場。本站名稱來自於附近的芬斯伯里公園。
儘管本站的倫敦地鐵月台位於英國國鐵月台下方，兩者間並未設有閘內通道。因此，本站設有出閘轉乘機制，使用蠔卡或其他非接觸式支付系統於指定時間內於倫敦地鐵站區及英國國鐵站區間轉綫，會被視作一程車程。

## 歷史
本站位於連接倫敦國王十字車站和英格蘭北部、蘇格蘭的東海岸主線上。大北部鐵路公司於1840年代至1850年代早期分階段建設東海岸主線南段，並於1850年於本站鋪設路軌。1861年7月1日，本站啟用，當時站名是七姊妹路（霍洛威）站。
此後，埃奇韋爾、高門及倫敦鐵路公司開始於本站至埃奇韋爾間興建支線鐵路。該鐵路建成前，埃奇韋爾、高門及倫敦鐵路公司於1867年8月22日被大北部鐵路公司收購。1869年，芬斯伯里公園對外開放，本站亦於同年11月15日被改名為芬斯伯里公園站。當時埃奇韋爾支線的路軌位於主線路軌的兩側，支線的南行軌道以橋樑跨越主線。
大北部及城市鐵路為連接本站和沼澤門站的鐵路（其中本站至德雷頓公園站以北、德雷頓公園站以南至沼澤門段位於地底），當初興建的目的是使大北部鐵路的列車可以改以位於倫敦市的沼澤門站作總站。因此，大北部及城市鐵路隧道的直徑較其他倫敦地鐵隧道為闊，以容納車廂較闊的城際列車。然而，大北部及城市鐵路公司與大北部鐵路公司間的爭執最終使大北部及城市鐵路隧道的北端總點位於本站東海岸主線路軌的下方，鐵路隧道北端並未設出口通往地面。大北部及城市鐵路於1904年2月14日通車，並提供來往本站和沼澤門站的穿梭列車服務。1913年，該鐵路轉交大都會鐵路營運。
1898年11月，大北部及河岸鐵路公司宣佈了於伍德格林至河岸街沿線興建地鐵的計劃。大北部鐵路公司認為該地鐵將有助紓緩東海岸主線的擁擠情況，因此支持計劃落實。在計劃中，鐵路隧道將會由伍德格林站（今亞歷山德拉宮站）一直沿東海道主線鐵路地底向南鋪設至本站，然後經國王十字車站前往河岸街。然而，本站以北路段的地鐵興建計劃於1901年遭到取消。隨後，大北部及河岸鐵路公司、布朗普頓及皮卡迪利圓環鐵路公司合組成大北方、皮卡迪利及布朗普頓鐵路公司，兩公司的地鐵建造計劃亦同時合併。
1906年12月15日，貿易局主席大衛·勞合喬治為大北方、皮卡迪利及布朗普頓鐵路（現倫敦地鐵皮卡迪利線）舉行了開幕儀式，當時鐵路連接了本站和西倫敦的漢默史密斯。在本站，該鐵路的月台亦位於主線月台地底，與大北部及城市鐵路的月台平行。

### 皮卡迪利線北延及北部高地計劃

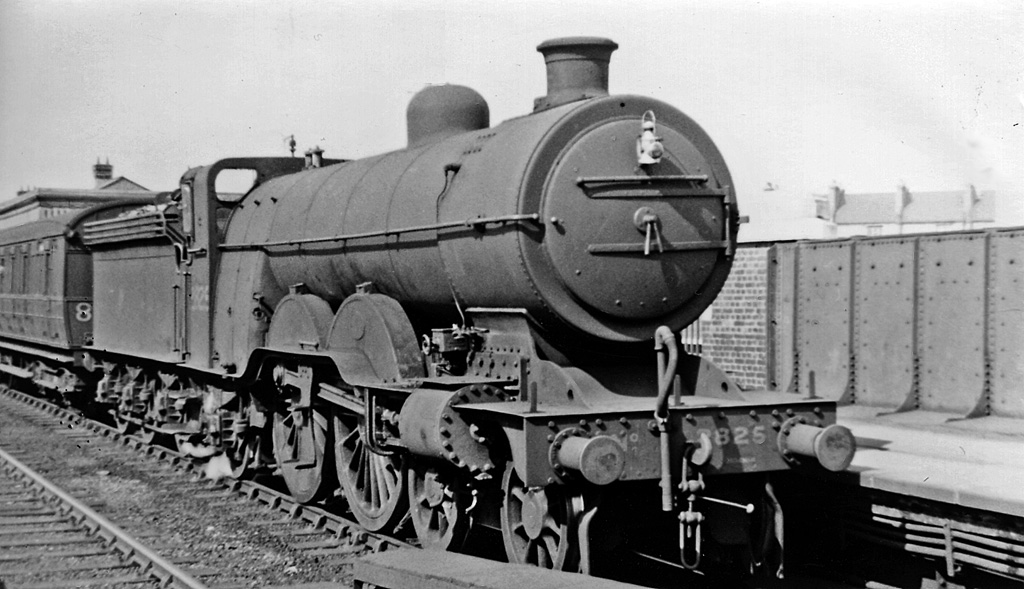
1946年正停靠本站的一列倫敦及東北鐵路列車

本站同時是大北部及城市鐵路和大北方、皮卡迪利及布朗普頓鐵路的北端總站，成為了來往北倫敦及中倫敦的交通樽頸。然而大北部鐵路公司及其繼承者倫敦及東北鐵路公司一直反對兩條鐵路向北延伸，以免影響其市郊列車服務的客量。1920年代中期，由於倫敦及東北鐵路公司無法籌得足夠資金進行電氣化工程以改善其市郊列車服務，因此惟有放棄反對大北方、皮卡迪利及布朗普頓鐵路的北延計劃。得到政府的財政支持後，倫敦地下電氣鐵路公司展開了北延工程。1932年9月19日，大北方、皮卡迪利及布朗普頓鐵路由本站北延至亞諾斯高夫站，並於1933年7月31日再北延至卡克福斯特斯站。
1935年，倫敦地鐵宣佈了 1935-1940 新工作計劃（New Works Programme）。當時倫敦及東北鐵路公司於本站設有3條支線，分別前往埃奇韋爾、高巴內特和亞歷山德拉宮。這些支線亦即北部高地（Northern Heights）線。這些支線一直只有蒸汽列車服務。該計劃的部分目標包括：
- 從倫敦及東北鐵路公司取得北部高地線的經營權，並將所有路線電氣化、埃奇韋爾支線複線化。
- 從德雷頓公園（Drayton Park）站向北興建地面鐵路至本站，以接駁北部高地線和北城市線（前身即大北部及城市鐵路），使倫敦地鐵能開辦沼澤門 — 埃奇韋爾 / 高巴內特 / 亞歷山德拉宮的列車服務。北城市線本站至德雷頓公園站以北的一段地下鐵路將退出日常營運。
- 興建聯絡線連接倫敦地鐵的高門站（後改稱拱門站）和東芬奇利站，並於原倫敦及東北鐵路公司的高門站下方興建新車站（即現高門站），使北線列車能夠服務埃奇韋爾及 高巴內特支線

其中埃奇韋爾支線於1939年9月11日起關閉，以進行電氣化及複線化工程。本站至埃奇韋爾的鐵路服務亦於同日結束。隨著二戰爆發，大部份電氣化及複線化工程均被腰斬。為了提供列車服務予磨坊山東站附近的軍營，磨坊山東站至芬奇利中央站一段鐵路的電氣化工程仍持續進行。磨坊山東站於1941年5月18日重開，並開始提供北線服務。
埃奇韋爾支線磨坊山東至埃奇韋爾段的電氣化及複線化工程則於1953年正式中止。儘管如此，該段鐵路仍持續供貨運列車使用至1964年。
高門站（後改稱拱門站）和東芬奇利站之間的聯絡線於1939年完成，北線列車於1939年7月3日起服務東芬奇利站，並於1940年4月14日起擴展服務至高巴內特站。來往本站和高巴內特的倫敦及東北鐵路列車服務則於1941年3月2日結束。
本站至亞歷山德拉宮支線一直維持由倫敦及東北鐵路公司經營。1942年起，該支線改為只於繁忙時間提供列車服務。1948年四大英國鐵路公司國有化後，該支線轉由英國鐵路營運。英國鐵路曾於1951年10月29日至1952年1月7日暫停該支線的列車服務。最終該支線於1954年7月3日結束客運業務，並於1957年5月18日結束貨運業務。時至今日，本站至亞歷山德拉宮支線大部分路段已被改為行人步道。
二戰後，本站至德雷頓公園站以北的一段地面鐵路被廢棄，北城市線恢復以本站地下月台作北端總站。

### 維多利亞線建造工程

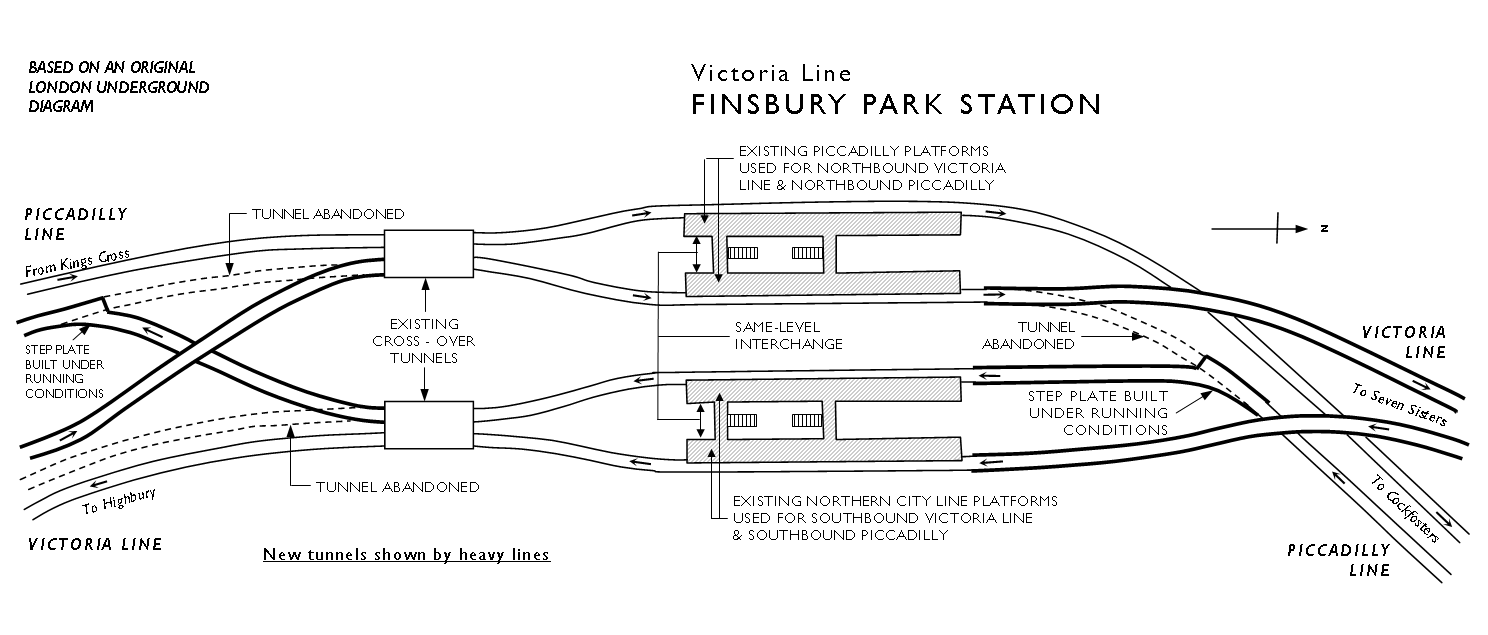
芬斯伯里公園站跨月台轉車改造工程示意圖

為了舒緩皮卡迪利線和北線中段的擁擠情況，維多利亞線的興建計劃於1960年代初得到落實。為了在本站提供維多利亞線和皮卡迪利線之間的順向跨月台轉車，北城市線至本站的列車服務於1964年10月3日起暫停。自此德雷頓公園成為了北城市線的北端總站。在建設工程中，北城市線的兩座月台分別成為維多利亞線和皮卡迪利線的南行月台，原有的皮卡迪利線的南行月台則成為了維多利亞線的北行月台。原有的皮卡迪利線的北行月台保持不變。
維多利亞線沃爾瑟姆斯托中央至高貝里及伊斯靈頓站一段（包括本站）於1968年9月1日通車。建造工程完成後，本站的地下月台牆上設有決鬥手槍的圖案。芬斯伯里公園一帶於1800年左右曾作為遊船、射擊及射箭場所使用。
此外，月台壁上亦有熱氣球圖案作裝飾。實際上這些熱氣球圖案裝飾的設計者將芬斯伯里公園與位於沼澤門站以北約200米處的芬斯伯里田園（Finsbury Fields，現為芬斯伯里廣場）混淆了。芬斯伯里田園是1784年首次成功熱氣球飛行的起點。

### 北城市線改造計劃
1975年10月，倫敦地鐵結束營運北城市線，並於1976年將該線移交英國鐵路。英國鐵路重新興建本站至德雷頓公園站以北的一段地面鐵路，使北城市線連接東海岸主線。1976年8月，英國鐵路開始於北城市線提供前往韋林花園市或哈特福北（部分班次延長至斯蒂夫尼奇 / 希欽 / 萊奇沃思）的城際列車服務。

### 後續發展
2010年代，本站進行了大型的翻新及提升工程，工程包括提供無障礙通道、加設驗票閘口以及擴闊通往巴士轉乘站的西邊出入口。
2019年1月，本站大堂通往地下月台（維多利亞線和皮卡迪利線）、地面1、2、5、6號月台的無障礙通道落成啟用。通往地面其餘月台的無障礙通道建造工程已於2021年7月展開，預計於2022年11月完成。

## 列車服務

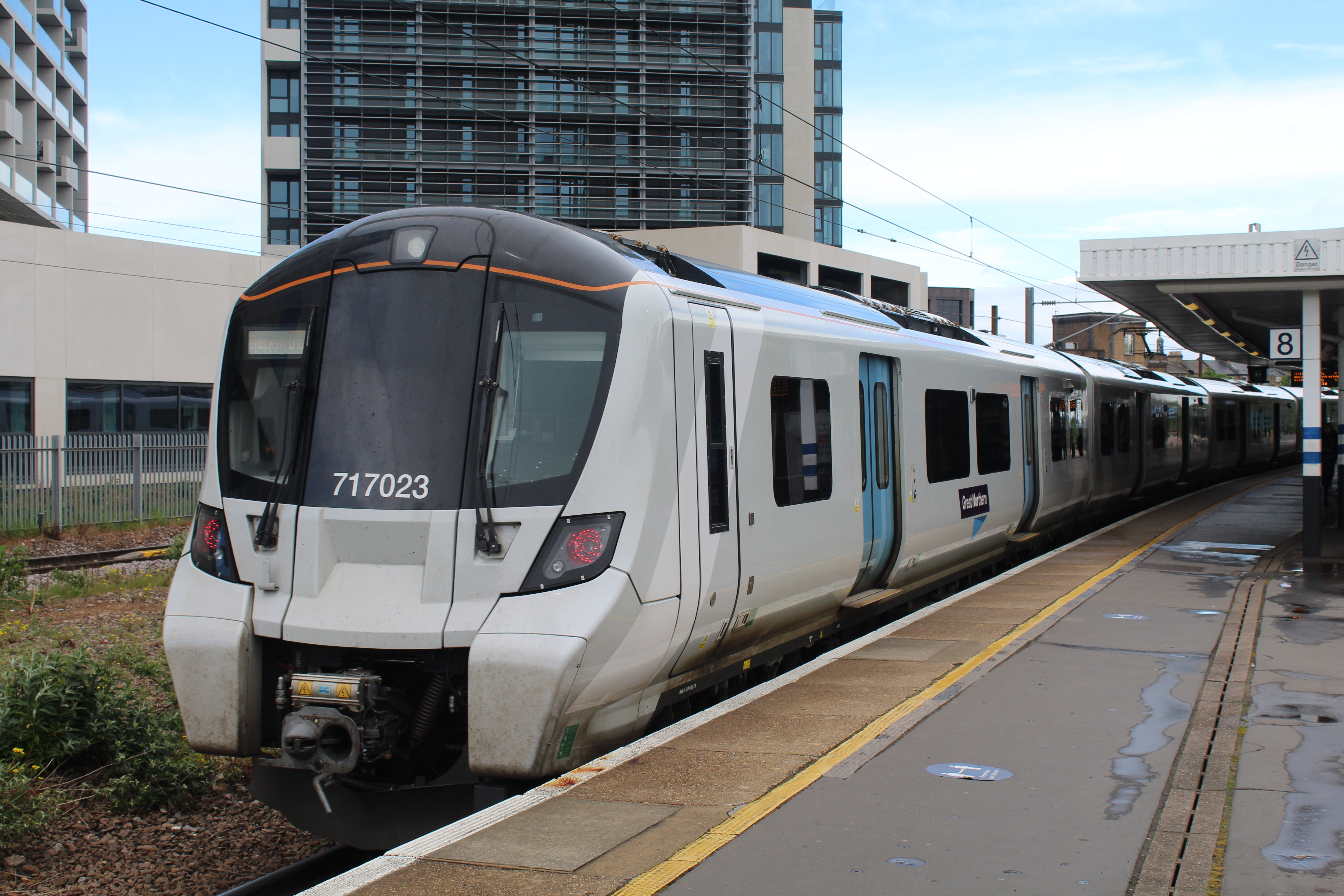
大北方717型列車正於本站停靠

本站的地面月台屬於英國國鐵，由大北方（Great Northern）管理；地下月台則屬於倫敦地鐵。兩者均設有獨立的票務大堂和驗票閘口。

### 英國國鐵
總共有6線鐵路於地面經過本站。雖然如此，本站擁有8座月台，其中2 / 3、6 / 7號月台位於同一條鐵路的兩側。
| 月台編號 | 列車方向         | 列車營運方、非繁忙時間列車主要終點站              |
| -------- | ---------------- | ------------------------------------------------- |
| 1        | 南行             | 大北方：沼澤門站                                  |
| 2        | 南行             | 泰晤士連線：倫敦國王十字車站 / 布萊頓 / 霍舍姆    |
| 3        | （閒置）         | 未投入使用                                        |
| 4        | （閒置）         | 未投入使用                                        |
| 5        | 北行（較少使用） | 泰晤士連線：萊奇沃思 / 劍橋 / 彼得伯勒            |
| 6        | （閒置）         | （現時並無列車使用6號月台，車站亦沒有標示此月台） |
| 7        | 北行（較常使用） | 泰晤士連線：萊奇沃思 / 劍橋 / 彼得伯勒            |
| 8        | 北行             | 大北方：韋林花園市 / 斯蒂夫尼奇                   |

本站至沼澤門站一段北城市線暫停客運服務時，大北方列車會以倫敦國王十字車站為總站，並使用2號（南行）及7號（北行）月台。

#### 大北方

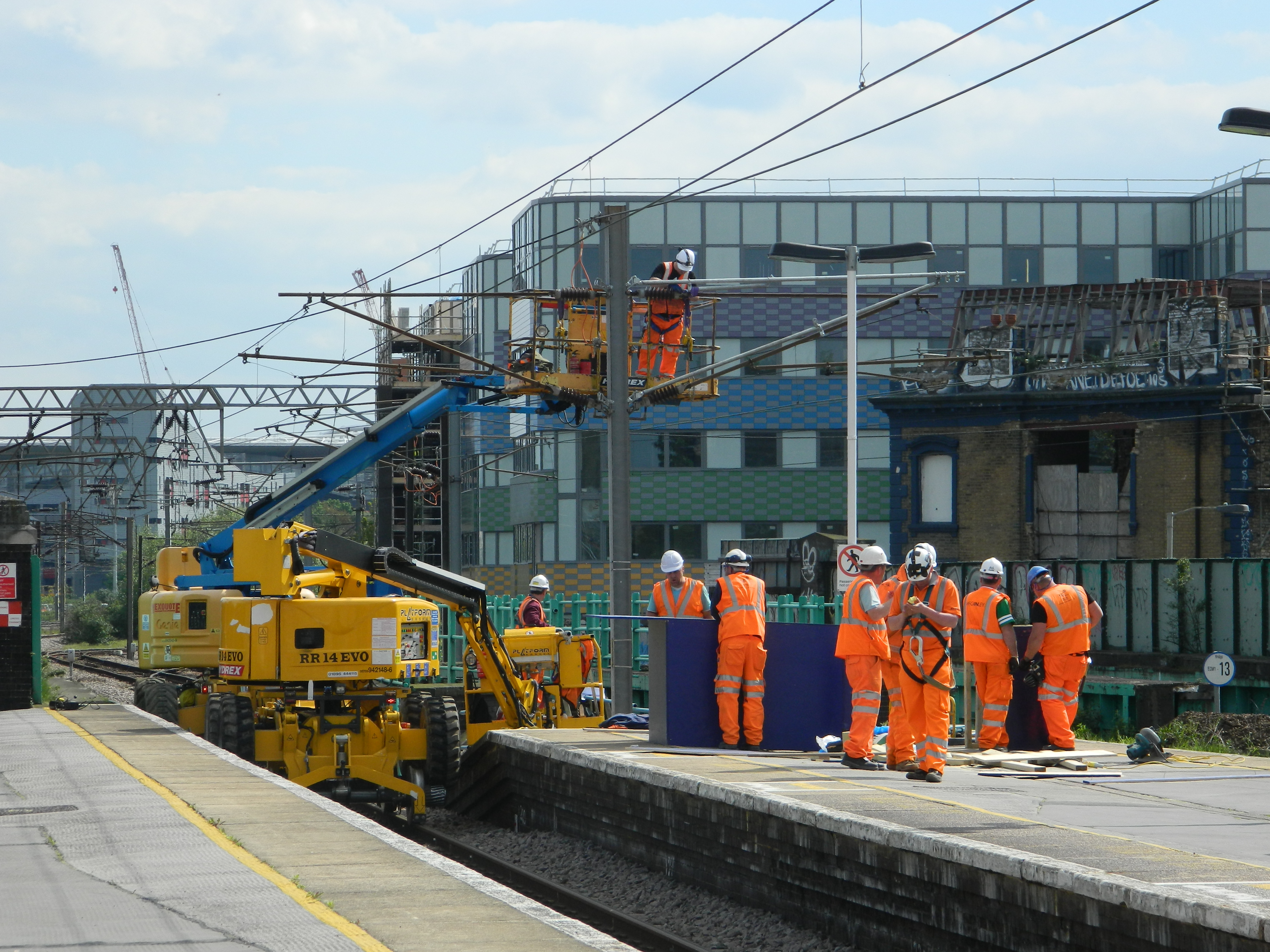
工作人員正在5號月台測試電力設施

在非繁忙時間，大北方於本站的班次（每小時）為：
- 4班 南行 往沼澤門
- 2班 北行 往韋林花園市
- 2班 北行 往斯蒂夫尼奇 （經 哈特福北）

#### 泰晤士連線
在非繁忙時間，泰晤士連線於本站的班次（每小時）為：
| 路線                            | 各方向班次（每小時） | 主要停靠地點 |
| ------------------------------- | -------------------- | --- |
| 萊奇沃思 — 倫敦國王十字         | 1                    | 希欽、斯蒂夫尼奇、韋林北、韋林花園市、哈特菲爾德、波特斯巴、芬斯伯里公園 |
| 劍橋 — 倫敦國王十字             | 1                    | 羅伊斯頓、鮑多克、希欽、斯蒂夫尼奇、韋林北、韋林花園市、哈特菲爾德、波特斯巴、芬斯伯里公園                                                                                       |
| 劍橋 — 布萊頓                   | 2                    | 羅伊斯頓、鮑多克、希欽、斯蒂夫尼奇、芬斯伯里公園、聖潘克拉斯、法靈頓、城市泰晤士連線、黑衣修士、倫敦橋、東克羅伊登、蓋特威克機場、三橋、海沃茲希斯、布傑斯希爾                   |
| 彼得伯勒 — 霍舍姆（經雷德希爾） | 2                    | 亨廷登、聖尼茨、桑迪、比格爾斯威德、希欽、斯蒂夫尼奇、芬斯伯里公園、聖潘克拉斯、法靈頓、城市泰晤士連線、黑衣修士、倫敦橋、東克羅伊登、寇斯頓南、霍利、蓋特威克機場、三橋、克勞利 |

### 倫敦地鐵
由於本站的維多利亞線和皮卡迪利線月台均距離地面少於6米，因此兩線月台均不設前往地面的扶手電梯。2010年代，本站的提升工程為東出入口及西出入口加裝了驗票閘口，並於出口和地下月台之間提供無障礙通道。

#### 皮卡迪利線
在非繁忙時間，本站的班次（各方向 每小時）為（截至2020年7月6日）：
- 6班 卡克福斯特斯 – 希斯羅機場4號航站樓
- 6班 卡克福斯特斯 – 希斯羅機場5號航站樓
- 3班 卡克福斯特斯 – 雷纳斯巷
- 3班 卡克福斯特斯 – 鄂克斯橋
- 3班 亚诺斯高夫 – 北菲尔德斯

#### 維多利亞線
在非繁忙時間，維多利亞線列車班次為約2-3分鐘一班。

#### 通宵列車
2016年8月19日起，維多利亞線全線於週五、週六晚上設有通宵列車服務。同年12月16日，皮卡迪利線（希斯羅機場5號航站樓 — 卡克福斯特斯）亦開始逢週五、週六晚上設通宵列車服務。
2020年3月20日，倫敦地鐵所有通宵列車服務因2019冠狀病毒病疫情而暫停。維多利亞線於2021年11月27日起恢復通宵列車服務。皮卡迪利線則於2022年7月29日起恢復通宵列車服務。
- 維多利亞線：每10分鐘1班
- 皮卡迪利線（希斯羅機場5號航站樓 — 卡克福斯特斯）：每10分鐘1班